# A502高速公路
A502高速公路是法国的一条高速公路，始于欧巴涅，终于欧巴涅，与A50高速相连。A502为东西走向，全线均位于普罗旺斯-阿尔卑斯-蔚蓝海岸地区。该高速在东部与8N国道相连。